# 相武台
- 日本 > 神奈川県 > 相模原市 > 南区 > 相武台
- 日本 > 神奈川県 > 座間市 > 相武台

相武台（そうぶだい）は、神奈川県座間市と相模原市南区にまたがる地名。

## 由来
1937年、陸軍士官学校が当時の高座郡座間村（現・座間市）に移転してきた（士官学校敷地・演習場は同郡新磯村、麻溝村＜いずれも現・相模原市＞にまたがる）。同年12月20日に行われた同校卒業式に昭和天皇が行幸した際に、天皇から同校に相武台の呼称が与えられた。
この命名について当時の陸軍大臣であった陸軍大将杉山元は、士官学校（現米軍キャンプ座間）正門内に建てられた「相武臺」の碑に次のように記している。
昭和十二年陸軍士官學校󠄁此ノ地ニ移ル冬󠄀十二月二十日　天皇陛下卒業式ニ行幸アラセラレ親シク生徒ノ演習󠄁ヲ臠ハセ給ヒ陸軍大臣ヲ召シ本校󠄁所󠄁在地名ヲ特ニ相武臺ト賜フ大臣ハ恐懼感激シ益󠄁〻練󠄀武養󠄁材ノ實ヲ擧ケ　聖󠄁旨ニ副ヒ奉ランコトヲ奉答セリ　謹󠄀ミテ按スルニ相模國ハ古ク佐賀牟ト訓シ古事記日本武尊󠄁東征ノ條ニ相模國ニ作ル臺ハ其ノ形󠄁勝󠄁ヲ占メ相模原ヲ控󠄁ヘ最モ武ヲ練󠄀リ銳ヲ養󠄁フニ適󠄁ス乃チ武ヲ相ル意󠄁ヲ寓シ給ヒタルモノト拜ス茲ニ御命名書ノ相武臺ノ三字ヲ廊󠄁大シテ碑ニ題シ緣由ヲ背ニ記スト云爾|（『相模原市史第4巻』p571）

なお杉山の説明にある通り、7世紀に成立した相模国は古くは「さがむのくに」と読み、相武国造（さがむのくにのみやつこ）の領域をその前身の1つとする。

## 地名としての相武台
陸軍士官学校の移転に際して、学校の敷地となる座間村と新磯村とで合併による町制の施行が、神奈川県庁で構想された。しかし「座間町」へ吸収されることを恐れた新磯村側は合併に消極的で、結局座間村は士官学校への天皇行幸のあった1937年12月20日に単独で町制を施行して「座間町」となった。
新磯村では1938年2月になってようやく「座間」を「相武台」に改めることを条件とする合併案が村会で可決されたが、すでに単独で町制施行を行った座間町の受け入れるところとならず、この合併は成立しなかった。

1940年、相次ぐ陸軍施設の進出を背景に高座郡北部の9町村（座間町・新磯村・麻溝村・上溝町・田名村・大沢村・相原村・大野村・大和村）の合併による相模原軍都建設計画が持ち上がった。その際、合併によって発足する新しい市の名称候補の1つとして相武台市が挙がったが、陸軍士官学校側から「相武台」は天皇から士官学校に下賜された呼称であるから市名として使用することは認められないとの強い反対があり、1941年4月29日に8町村（大和村が1941年2月21日離脱）の合併で発足した町（市制施行は内務省に認められなかった。）は高座郡相模原町となった（なお、旧座間町の区域は戦後の1948年9月1日に分離独立して座間町が再置された）。
1941年1月1日、小田急線の「士官学校前駅」が「相武台前駅」と改称された。同日に「相模大野駅」と改称された「通信学校駅」とともに防諜上の理由からと説明される。同様に相模鉄道（現JR相模線）の「陸士前駅」も「相武台下駅」と改称された。
終戦後、陸軍士官学校が解体されると「相武台」の名称は付近の地名として広く用いられるようになった。相模原市（1954年11月20日市制）と座間町（1971年11月1日に市制施行して座間市）の双方で相武台が公式の行政地名となっている。
座間町（→座間市）相武台
- 北緯35度29分55秒 東経139度24分38.3秒 / 北緯35.49861度 東経139.410639度

終戦直後、東久邇宮首相の「国民皆農主義」の呼びかけもあって、皆が先を争って農業へと回帰することが時代の風潮となった。急ごしらえの「帰農組合」が日本各地で作られ、耕せるところはどこでも耕そうと、耕作地の拡大に積極的に取り組んだ。その政策に基づき農業集落として座間市相武台は広野台一丁目・緑ケ丘の一部とあわせて「相武台」とされた。
- 1960年（昭和35年）7月5日 : 大字座間入谷、座間、栗原の各一部から大字相武台を新設。
- 1974年（昭和49年）1月1日 : 大字相武台とその周辺の座間・座間入谷・栗原の大字小字を統合して、新たに相武台1〜4丁目を新設し昭和49年1月1日から実施[注釈 10]。※2013年（平成25年）10月15日、住居表示実施。

公共施設
・座間市消防本部・座間市消防署 : 2018年2月13日緑ケ丘より移転。
相模原市南区相武台
- 北緯35度30分1.6秒 東経139度24分22.9秒 / 北緯35.500444度 東経139.406361度

戦後、上述のとおり政策に基づき農業集落として、相模原市相武台一丁目・二丁目は「相武台前」、三丁目は相武台団地・新磯野・相模台三丁目～七丁目と一括りに「新磯台帰農」とされた。
- 1889年（明治22年）4月1日 : 町村制の施行により、当該地域は高座郡新磯村大字新戸となる。
- 1936年（昭和11年）
  - 6月：陸軍士官学校の座間への移転に伴い、新磯村から北隣の麻溝村にかけての台地上の土地の大部分が陸軍に買収され、士官学校の演習場とされた[18][注釈 12]。
  - 10月：陸士起工式[19]。
- 1937年（昭和12年）9月30日：陸士移転完了[20]。
- 1941年（昭和16年）4月29日 : 新磯村・座間町・麻溝村・田名村・上溝町・大沢村・相原村・大野村と合併して相模原町が発足。
- 1945年（昭和20年）
  - 8月10日 : 天皇の国法上の地位存続のみを条件とする外務大臣案（原案）を昭和天皇が採用し、ポツダム宣言を受諾[21]。
  - 8月14日 : 日本政府は本宣言の受諾を駐スイスおよびスウェーデンの日本公使館経由で連合国側に通告[22]、終戦の詔書発布。
  - 8月15日 : 終戦。正午玉音放送[注釈 13]。
  - 8月16日 : 午後4時には大陸命第1382号にて大日本帝国陸軍に対して、停戦交渉成立に至る間やむをえざる自衛のための戦闘行動を除いて「即時の戦闘停止」を命令された[23]。海軍に出された大海令48号もほぼ同内容である。1382号では具体的な停戦期限は記載されていなかったが、日本側から連合国側に通告した「日本政府・大本営発、連合国最高司令官宛電一号」では「二、右大命ガ第一線ニ到達シ実効ヲ挙グル日時ハ左ノ如ク予見ス」として「内地 四十八時間」としていた。つまり、48時間後の18日16時を完全な停戦成立完了時になるとみていた。なお、南樺太では、札幌にいた第5方面軍の樋口中将から南樺太死守命令が出されたが、その際、この自衛戦闘を理由にソ連軍進攻に対し、戦闘が継続された。
  - 8月28日 : ようやく停戦から2週間後の28日に連合国軍による日本占領部隊の第一弾として、チャールズ・テンチ大佐率いる45機のカーチスC-47からなるアメリカ軍の先遣部隊が厚木飛行場に到着。同基地を占領した。なお、全面戦争において首都の陥落がないままで、また停戦から首都占領まで2週間も時間がかかったのは、近代戦争のみならず史上でも初めてのことであった。また、同日東京の大森にある連合軍の捕虜収容所に、アメリカ海軍の軽巡洋艦「サンフアン」から上陸用舟艇が手配され、病院船「ビネボレンス」に、イギリス軍やアメリカ軍の病人や怪我人などを収容していった[24]。
  - 8月30日 : 30日午前、連合国軍最高司令官総司令部 (GHQ/SCAP) の総司令官として、連合国の日本占領の指揮に当たるアメリカ陸軍のダグラス・マッカーサー大将も、専用機「バターン号」でフィリピンから厚木基地に到着した。一行は午後に日本軍が用意した専用車で横浜市内のホテルニューグランドに移り、宿を取った。続いてイギリス軍やオーストラリア軍、ニュージーランド軍、カナダ軍の占領軍と、中華民国軍、フランス軍、オランダ軍、ソ連軍などの他の連合国軍の代表団も到着した[25]。
  - 9月2日 : 日本国政府が降伏文書に調印、大東亜戦争・第二次世界大戦終結（日本国の敗戦）。連合国軍占領下により日本国の主権が停止。
  - 9月5日 : 日本国政府の降伏文書調印に基づき、陸軍士官学校が米軍に接収されキャンプ座間となる[注釈 14]。士官学校相武台練兵場・演習場は払下げられ、相武台団地を含む新磯野・相模原市相武台三丁目の大部分・相模台三丁目～七丁目の区域は相武台下駅付近の座間の各所[注釈 15][26]に居住していた旧士官学校の将校・陸士生が、相模台一丁目・二丁目・麻溝台は外地からの引揚者が入植し、この払下げ地を開拓[27]。1947年12月15日農業協同組合法が施行され、翌年『相武台下開拓農業組合』[注釈 16]を創設。
- 1951年（昭和26年）1月 : 旧陸士演習場であった大字新戸、大字磯部の各一部を統合し大字新磯野を起立、同時に地番整理を実施[28]。
- 1952年（昭和27年）4月28日 : 日本国主権回復[注釈 17]
- 1954年（昭和29年）11月20日 : 高座郡相模原町は市制施行し人口約8万人の相模原市が発足[29]。当該地域は相模原市大字新戸・大字新磯野となる。
- 1967年（昭和42年）1月 : 大字新磯野に神奈川県住宅供給公社によって相武台団地が竣工、入居開始。
- 1969年（昭和44年）7月1日 : 大字新戸、大字新磯野の各一部から、町丁として相武台一丁目 - 三丁目を起立し、同時に住居表示を実施。
- 1969年（昭和44年）7月1日 : 町丁として相武台団地を起立し、同時に住居表示を実施。
- 2010年（平成22年）: 相模原市の政令指定都市移行による区制実施により、同市南区の町名となる。

公共施設
- 相模原市相武台まちづくりセンター - 1970年（昭和45年）に相武台出張所として開設。2010年（平成22年）、政令指定都市施行に合わせ改称。
- 相模原相武台郵便局 - 1966年（昭和41年）7月16日、相武台前郵便局として開局。1987年（昭和62年）3月30日、相模原相武台郵便局と改称。
- 相模原市立相武台小学校 - 1968年（昭和43年）開校。
- 相模原市立北相武台小学校 - 1976年（昭和51年）開校。
- 相模原市立相武台中学校 - 1976年（昭和51年）開校。
- 座間市立相武台東小学校 - 1970年（昭和45年）開校。
- 神奈川県立相武台高等学校 - 百校計画により1979年（昭和54年）開校。県立高校改革推進計画により2011年（平成23年）3月、神奈川県立新磯高等学校と共に廃校。同年4月統合し神奈川県立相模原青陵高等学校となったが、後期改革計画実施につき2020年（令和2年）3月、廃校。神奈川県立弥栄高等学校と再度併合し、2020年（令和2年）4月より神奈川県立相模原弥栄高等学校となった（校舎は弥栄高等学校を利用）。

その他
- 座間市相武台と相模原市相武台は市境を挟んで隣接し、市街地が連続する。小田急相武台前駅は座間市相武台に属する。
- 座間市相武台だけでなく相模原市相武台も座間郵便局の管轄であり、郵便番号は座間市相武台が252-0011、相模原市相武台が252-0324である。

## 相模原市南区

### 世帯数と人口
2020年（令和2年）10月1日現在（国勢調査）の世帯数と人口（総務省調べ）は以下の通りである。
| 丁目         | 世帯数    | 人口    |
| ------------ | --------- | ------- |
| 相武台一丁目 | 978世帯   | 1,735人 |
| 相武台二丁目 | 1,613世帯 | 2,924人 |
| 相武台三丁目 | 1,211世帯 | 2,415人 |
| 計           | 3,802世帯 | 7,074人 |

#### 人口の変遷
国勢調査による人口の推移。
| 年                 | 人口  |
| ------------------ | ----- |
| 1995年（平成7年）  | 7,574 |
| 2000年（平成12年） | 7,376 |
| 2005年（平成17年） | 7,295 |
| 2010年（平成22年） | 7,144 |
| 2015年（平成27年） | 7,024 |
| 2020年（令和2年）  | 7,074 |

#### 世帯数の変遷
国勢調査による世帯数の推移。
| 年                 | 世帯数 |
| ------------------ | ------ |
| 1995年（平成7年）  | 3,278  |
| 2000年（平成12年） | 3,403  |
| 2005年（平成17年） | 3,500  |
| 2010年（平成22年） | 3,596  |
| 2015年（平成27年） | 3,528  |
| 2020年（令和2年）  | 3,802  |

### 学区
相模原市立小・中学校に通う場合、学区は以下の通りとなる（2018年2月時点）。
| 丁目         | 番地     | 小学校                 | 中学校                 |
| ------------ | -------- | ---------------------- | ---------------------- |
| 相武台一丁目 | 全域     | 相模原市立緑台小学校   | 相模原市立相武台中学校 |
| 相武台二丁目 | 全域     | 相模原市立緑台小学校   | 相模原市立相武台中学校 |
| 相武台三丁目 | 14～31番 | 相模原市立緑台小学校   | 相模原市立相武台中学校 |
| 相武台三丁目 | その他   | 相模原市立相武台小学校 | 相模原市立相武台中学校 |

### 事業所
2021年（令和3年）現在の経済センサス調査による事業所数と従業員数は以下の通りである。
| 丁目         | 事業所数  | 従業員数 |
| ------------ | --------- | -------- |
| 相武台一丁目 | 109事業所 | 616人    |
| 相武台二丁目 | 43事業所  | 322人    |
| 相武台三丁目 | 36事業所  | 285人    |
| 計           | 188事業所 | 1,223人  |

#### 事業者数の変遷
経済センサスによる事業所数の推移。
| 年                 | 事業者数 |
| ------------------ | -------- |
| 2016年（平成28年） | 188      |
| 2021年（令和3年）  | 188      |

#### 従業員数の変遷
経済センサスによる従業員数の推移。
| 年                 | 従業員数 |
| ------------------ | -------- |
| 2016年（平成28年） | 1,113    |
| 2021年（令和3年）  | 1,223    |

## 座間市

### 世帯数と人口
2023年（令和5年）8月1日現在（座間市発表）の世帯数と人口は以下の通りである。
| 丁目         | 世帯数    | 人口     |
| ------------ | --------- | -------- |
| 相武台一丁目 | 1,836世帯 | 3,158人  |
| 相武台二丁目 | 1,697世帯 | 3,768人  |
| 相武台三丁目 | 1,675世帯 | 3,233人  |
| 相武台四丁目 | 723世帯   | 1,177人  |
| 計           | 5,931世帯 | 11,336人 |

#### 人口の変遷
国勢調査による人口の推移。
| 年                 | 人口   |
| ------------------ | ------ |
| 1995年（平成7年）  | 8,819  |
| 2000年（平成12年） | 9,472  |
| 2005年（平成17年） | 10,575 |
| 2010年（平成22年） | 10,291 |
| 2015年（平成27年） | 10,369 |
| 2020年（令和2年）  | 11,646 |

#### 世帯数の変遷
国勢調査による世帯数の推移。
| 年                 | 世帯数 |
| ------------------ | ------ |
| 1995年（平成7年）  | 4,128  |
| 2000年（平成12年） | 4,479  |
| 2005年（平成17年） | 5,075  |
| 2010年（平成22年） | 4,974  |
| 2015年（平成27年） | 5,007  |
| 2020年（令和2年）  | 5,703  |

### 学区
市立小・中学校に通う場合、学区は以下の通りとなる（2022年12月時点）。
| 丁目         | 番地                       | 小学校                 | 中学校             |
| ------------ | -------------------------- | ---------------------- | ------------------ |
| 相武台一丁目 | 9番7号・12号 9番14号・18号 | 座間市立相模野小学校   | 座間市立相模中学校 |
| 相武台一丁目 | 51番                       | 座間市立座間小学校     | 座間市立座間中学校 |
| 相武台一丁目 | その他                     | 座間市立相武台東小学校 | 座間市立座間中学校 |
| 相武台二丁目 | 全域                       | 座間市立相武台東小学校 | 座間市立座間中学校 |
| 相武台三丁目 | 全域                       | 座間市立相武台東小学校 | 座間市立座間中学校 |
| 相武台四丁目 | 全域                       | 座間市立相武台東小学校 | 座間市立座間中学校 |

### 事業所
2021年（令和3年）現在の経済センサス調査による事業所数と従業員数は以下の通りである。
| 丁目         | 事業所数  | 従業員数 |
| ------------ | --------- | -------- |
| 相武台一丁目 | 190事業所 | 3,155人  |
| 相武台二丁目 | 42事業所  | 951人    |
| 相武台三丁目 | 79事業所  | 906人    |
| 相武台四丁目 | 31事業所  | 186人    |
| 計           | 342事業所 | 5,198人  |

#### 事業者数の変遷
経済センサスによる事業所数の推移。
| 年                 | 事業者数 |
| ------------------ | -------- |
| 2016年（平成28年） | 343      |
| 2021年（令和3年）  | 342      |

#### 従業員数の変遷
経済センサスによる従業員数の推移。
| 年                 | 従業員数 |
| ------------------ | -------- |
| 2016年（平成28年） | 4,835    |
| 2021年（令和3年）  | 5,198    |

## 主な施設
- 相武台公民館
- フレサ

## その他

### 日本郵便
- 郵便番号と集配局は以下の通りである。

| 市           | 郵便番号 | 集配局     |
| ------------ | -------- | ---------- |
| 相模原市南区 | 252-0324 | 座間郵便局 |
| 座間市       | 252-0011 | 座間郵便局 |